# Celleporina nordenskjoldi
Celleporina nordenskjoldi is een mosdiertjessoort uit de familie van de Celleporidae. De wetenschappelijke naam van de soort is voor het eerst geldig gepubliceerd in 1929 door Kluge.